# ヴァルダイ丘陵
ヴァルダイ丘陵（ヴァルダイきゅうりょう、ロシア語: Валда́йская возвы́шенность（Валда́й）、ラトビア語: Valdaja augstiene、ドイツ語: Waldaihöhen、ラテン文字表記の例：Valdai）は、ロシアの丘陵地帯。ヨーロッパ・ロシア北西部の、モスクワとサンクトペテルブルクの間付近を南北に走る、長さ370km、幅89kmにわたる丘陵の連なりであり、ノヴゴロド州、トヴェリ州、プスコフ州、スモレンスク州にまたがる。地形はなだらかで森が多い。

## 概要
ヴァルダイ丘陵は、ウクライナからロシア南部にかけて広がる中央ロシア高地の北の延長上にあり、砂岩や石灰岩や粘土が多く、地表はターミナルモレーン（端堆石）やデトリタスなど、最終氷期にこの付近を覆っていた氷河の残した堆積物で覆われている。標高が最も高い部分は、ヴイシニー・ヴォロチョーク付近で海抜は346.9m。中部では標高は90mほどにとどまる。ヴォルガ川、ダウガヴァ川（西ドヴィナ川）、ロヴァチ川、ムスタ川、ドニエプル川などがこの丘陵地帯に発している。またセリゲル湖、ヴォルゴ湖、ペノ湖、ブロスノ湖、ヴァルダイ湖など多数の湖沼が散在する。
生態系は主にタイガで、亜寒帯の植生を含む貧栄養型のミズゴケのボグも分布し、一帯にはヨーロッパビーバー、タイリクオオカミ、ヒグマなどの哺乳類が生息している。南西部のトヴェリ州内の一部は「中央森林生物圏保護区」として、ノヴゴロド州内の一部は「ヴォルダイスキー生物圏保護区」としてそれぞれユネスコの生物圏保護区に指定された。
バルト海や黒海やカスピ海などさまざまな方向へ流れる河川の水源であるヴァルダイ丘陵は、これらの河川交通の交わる地としても重要であった。標高が最も高いヴイシニー・ヴォロチョークの町は、バルト海に流れるツナ川（ムスタ川の支流）と、ヴォルガ川支流のトヴェルツァ川の間にある。かつてスカンジナビアやバルト海と、ヴォルガ流域やビザンチン帝国との間を交易する人々は、舟や貨物を持って二つの川の間の丘の道（連水陸路）を越えていた。
現在のノヴゴロド州は、湖水や歴史ある街が多く釣りなどを楽しめるリゾート地として人気がある。セリゲル湖畔のオスタシコフやノヴゴロド州南部のヴァルダイの町は、修道院などのある歴史都市として知られる。

## 交通
モスクワとサンクトペテルブルクを結ぶモスクワ・サンクトペテルブルク鉄道とロシア連邦道路M10は、トヴェリ州ボロゴエとノヴゴロド州ヴァルダイでヴァルダイ丘陵北部を超えなければならない。

## ヴァルダイ丘陵に因むもの
- (2793) Valdaj - 第二次世界大戦においてここで戦死した父親に捧げる意味で、この小惑星の発見者がここに因んで命名した[6]。